# Alexander Dück
Alexander Dück (* 22. April 1980 in Karaganda, Kasachische SSR) ist ein ehemaliger deutsch-kasachischer Eishockeyspieler, der seit Januar 2024 Cheftrainer der Bietigheim Steelers in der DEL2 ist. Als Spieler war er unter anderem für die Schwenninger Wild Wings, Krefeld Pinguine, Iserlohn Roosters und Hamburg Freezers in der Deutschen Eishockey Liga aktiv.

## Karriere
Nachdem er in jungen Jahren als Aussiedler nach Deutschland gekommen war, begann der Verteidiger seine Karriere in der Jugendmannschaft des Schwenninger ERC, wo er zu den talentiertesten Spielern gehörte und als 17-Jähriger zur Saison 1997/98 in die zweite Mannschaft des SERC aufrückte. In 27 Oberliga-Partien dieses Jahres erzielte Dück zwei Tore und fünf Scorerpunkte, woraufhin er erstmals in den Kader der deutschen Juniorennationalmannschaft berufen wurde. Bei der U20-Weltmeisterschaft absolvierte der Abwehrspieler sechs Partien für Deutschland, in denen er mit einem Tor, 3 Punkten und 8 Strafminuten – vor allem jedoch aufgrund seiner Defensivstärke – zu den absoluten Stützen des Teams zählte. Zudem wurde der Kasachstandeutsche vom damaligen Schwenninger Trainer Ron Ivany erstmals bei der Profimannschaft in der Deutschen Eishockey Liga eingesetzt und konnte dabei in 10 Spielen mit einem Assist seinen ersten Punkt in der höchsten deutschen Eishockeyliga verbuchen.
Nachdem er den Rest der Spielzeit wieder bei den Junioren verbracht hatte, bekam Dück unter dem neuen Trainer Rich Chernomaz in der Saison 1999/2000 mehr Eiszeit in der DEL, wo er mit den zuvor hoch gewetteten Wild Wings die Play-offs klar verpasste. In der Abstiegsrunde kam der Abwehrspieler schließlich vermehrt zum Einsatz und verbuchte in acht Spielen seinen zweiten DEL-Assist sowie vier Strafminuten.
In einer Mannschaft der „jungen Wilden“ mit Spielern wie Marcel Goc, Thomas Greilinger oder Markus Janka spielte Dück im folgenden Jahr seine bis dato beste Spielzeit und konnte in 60 Partien zwei Tore und vier Assists erzielen. Seine Leistung brachte der Verteidiger sogar ins Blickfeld des damaligen Bundestrainers Hans Zach, doch in den folgenden beiden Jahren und in einem immer schwächer werdenden Team, das Topspieler wie Marcel Goc, Patrik Augusta, Brad Schlegel oder Mark MacKay verlor, konnte auch Dück seine gezeigten Leistung mit lediglich zwei Toren und vier Punkten aus den 119 Spielen der folgenden beiden Jahre nicht bestätigen.
Zur Spielzeit 2003/04 wechselte der Deutsch-Kasache zu den Krefeld Pinguinen, wo er in der Folgezeit seltener auf dem Eis stand, dennoch insgesamt acht Tore und 22 Vorlagen verbuchen konnte. Nachdem Dücks Vertrag zum Ende der Saison 2006/07 ausgelaufen war, wurde er vom Ligakonkurrenten Iserlohn Roosters verpflichtet, bei denen er einen Kontrakt bis 2009 unterschrieb. In seiner zweiten Saison im Sauerland wurde Dück von Trainer Steve Stirling zeitweise nur noch als siebter Verteidiger eingesetzt. Nach dessen Entlassung spielte er sich zurück ins Team. Die Roosters unterbreiteten Dück nach der Saison ein neues, geringer dotiertes Vertragsangebot, welches er allerdings ablehnte. Zur Saison 2009/10 wechselte er daraufhin zum slowenischen Verein HK Jesenice in die Erste Bank Eishockey Liga, mit dem er am Saisonende am Spielbetrieb der slowenischen Eishockeyliga teilnahm und den nationalen Meistertitel gewann. Im Juli 2010 wechselte er zu den Kassel Huskies aus der Deutschen Eishockey Liga. Nachdem die Kassel Huskies Insolvenz anmeldeten und daraufhin keine Lizenz für die DEL bekamen, wechselte er zu den Hamburg Freezers. Im Mai 2011 unterschrieb Dück einen Kontrakt für die Saison 2011/12 bei den Krefeld Pinguine mit einer Klausel für eine weitere Spielzeit. Nachdem sein Vertrag nicht verlängert wurde, wechselt er zurück nach Schwenningen, da sein ehemaliger Teampartner Andreas Renz wegen einer Augenverletzung seine Karriere beendete und er sein Platz einnahm.
Zwischen 2015 und 2017 spielte er für den EV Ravensburg in der DEL2. Im Frühsommer 2017 beendete Dück seine Profikarriere.

### Inlinehockey
Dück nahm mit der deutschen Inlinehockeynationalmannschaft an der IIHF Inlinehockey-Weltmeisterschaft 2006 im Juli in Budapest teil.

## Trainerlaufbahn
Unmittelbar nach dem Ende seiner Spielerkarriere wurde Dück Nachwuchstrainer beim Schwenninger ERC. Zudem arbeitete er ab etwa 2020 für den Deutschen Eishockey-Bund (DEB), für den er unter anderem als Co-Trainer der Herren-Nationalmannschaft an der Weltmeisterschaft 2021 teilnahm. Ab 2021 war er Bundestrainer der U18-Nationalmannschaft.
Im Oktober 2023 verpflichteten ihn die Bietigheim Steelers in der DEL2 als Co-Trainer. Im Januar wurde er nach der Entlassung von Daniel Naud zum Cheftrainer befördert.

## Erfolge und Auszeichnungen
- 2010 Slowenischer Meister mit dem HK Jesenice

## Karrierestatistik
(Legende zur Spielerstatistik: Sp oder GP = absolvierte Spiele; T oder G = erzielte Tore; V oder A = erzielte Assists; Pkt oder Pts = erzielte Scorerpunkte; SM oder PIM = erhaltene Strafminuten; +/− = Plus/Minus-Bilanz; PP = erzielte Überzahltore; SH = erzielte Unterzahltore; GW = erzielte Siegtore; 1 Play-downs/Relegation; Kursiv: Statistik nicht vollständig)